# The maiden with the daffodil
The maiden with the daffodil (Nederlands: Het meisje met de narcis) is een compositie van Arnold Bax.
Het meisje met de narcis is Harriet Cohen, dan nog een onbekend meisje van 18 à 19 jaar oud dat verschijnt op een theepartijtje waarbij ook Bax aanwezig is. Ze draagt als kledingversiering alleen een narcis. Bax droeg het werk ook aan haar op onder de naam Tania. Later zou pianiste Cohen uitgroeien tot Bax’ muze en vriendin. Cohen zou daarbij veel stukken van Bax blijven spelen. De subtitel An idylle spreekt voor zich, ook de aanduidingen fresh and innocent en playful and capricious spreken boekdelen. 
Niet Cohen, maar pianiste Myra Hess zou de première van dit werk geven.
In 2017 zijn er vier opnamen van dit werk verkrijgbaar:
- historische opname door Iris Loveridge, uitgebracht door Lyrita
- historische opname door Paul Guinery, uitgebracht door Stone Records
- Eric Parkin, een opname uit1988, uitgebracht door Chandos
- Ashley Wass, een opname uit 2005, uitgebracht door Naxos